# バハマ中央銀行
バハマ中央銀行（バハマちゅうおうぎんこう、英語: Central Bank of The Bahamas）は、首都ナッソーにあるバハマの中央銀行である。
1974年6月1日に設立されたが、その起源は1919年に設立された通貨委員会に遡る。
当行は、バハマの金融セクターの独立した金融政策と監督を行う。

## 歴史

### カレンシーボード制
1919年、英国政府は、英ポンドに固定されたバハマの現地通貨を発行するために、通貨委員会を設立した。
1960年代から70年代にかけて委員会は、国際通貨取引・銀行センターとしてのバハマの地位を確立するのに貢献した。
1963年にはわずか37だったバハマの銀行と信託会社の数が、1967年12月には208へと増加した。
1974年までには323の銀行が存在していた。
しかし、銀行活動を適切に規制・監督するための法的枠組みは不十分であった。

### 通貨委員会
1968年、委員会の代わりにバハマ金融管理局（BMA）が設立された。
政府はその後、バハマ・ドルのポンドへの固定を終了し、代わりに米ドルに固定した
。
当局は、バハマの金融システムにおける役割を拡大していた。
まず、BMAは、外国為替の売買を行う中央集権的なシステムの下で運営されていた。
これにより、銀行は外貨準備をBMAの管理下に置くことができ、事実上、為替リスクを排除することができた。
第二に、BMAはバハマ政府の国債を購入する権限を与えられ、これが裁量金融政策の始まりとなった。
最後に、BMAは、金融危機の際に商業銀行の最後の貸し手としての役割を果たすことが認められた。
しかし、BMAは短命で、1974年にバハマ中央銀行に取って代わられた。

### 中央銀行
中央銀行は1974年6月1日に「バハマ中央銀行法」によって設立された。
現在は、バハマ中央銀行法、2000年に取って代わられている。
新しい銀行の任務は次のとおり：
- バハマ経済の秩序ある発展につながる、金融の安定性、信用及び国際収支の状況を促進・維持する権限
- 適切な銀行サービス、高い水準の行動および銀行経営の促進と維持
- 財務大臣からの要求に応じた、財務または金銭上の問題についての助言

さらに、中央銀行は紙幣や硬貨の唯一の発行者であり、政府の銀行員や顧問としての役割を果たし、政府の債務を管理する。
また、商業銀行の銀行員であり、最後の貸し手でもある。
バハマは国際通貨基金（IMF）に加盟しており、資本勘定取引、外国株式投資、外国直接投資、その他の対内・対外資金の流れに為替管理を適用することがでる。

### デジタル通貨
2020年10月、中央銀行はバハマ・ドルのデジタル版であるサンド・ドルと呼ばれるデジタル通貨を発表した。